# Zakład Karny w Kaliszu
Zakład Karny w Kaliszu – istniejący w latach 1846–2015 zakład karny typu zamkniętego w Kaliszu, przeznaczony dla mężczyzn odbywających karę pozbawienia wolności po raz pierwszy. W oddziale zewnętrznym przebywali skazani zakwalifikowani do odbywania kary pozbawienia wolności w zakładzie karnym typu półotwartego dla odbywających karę po raz pierwszy.

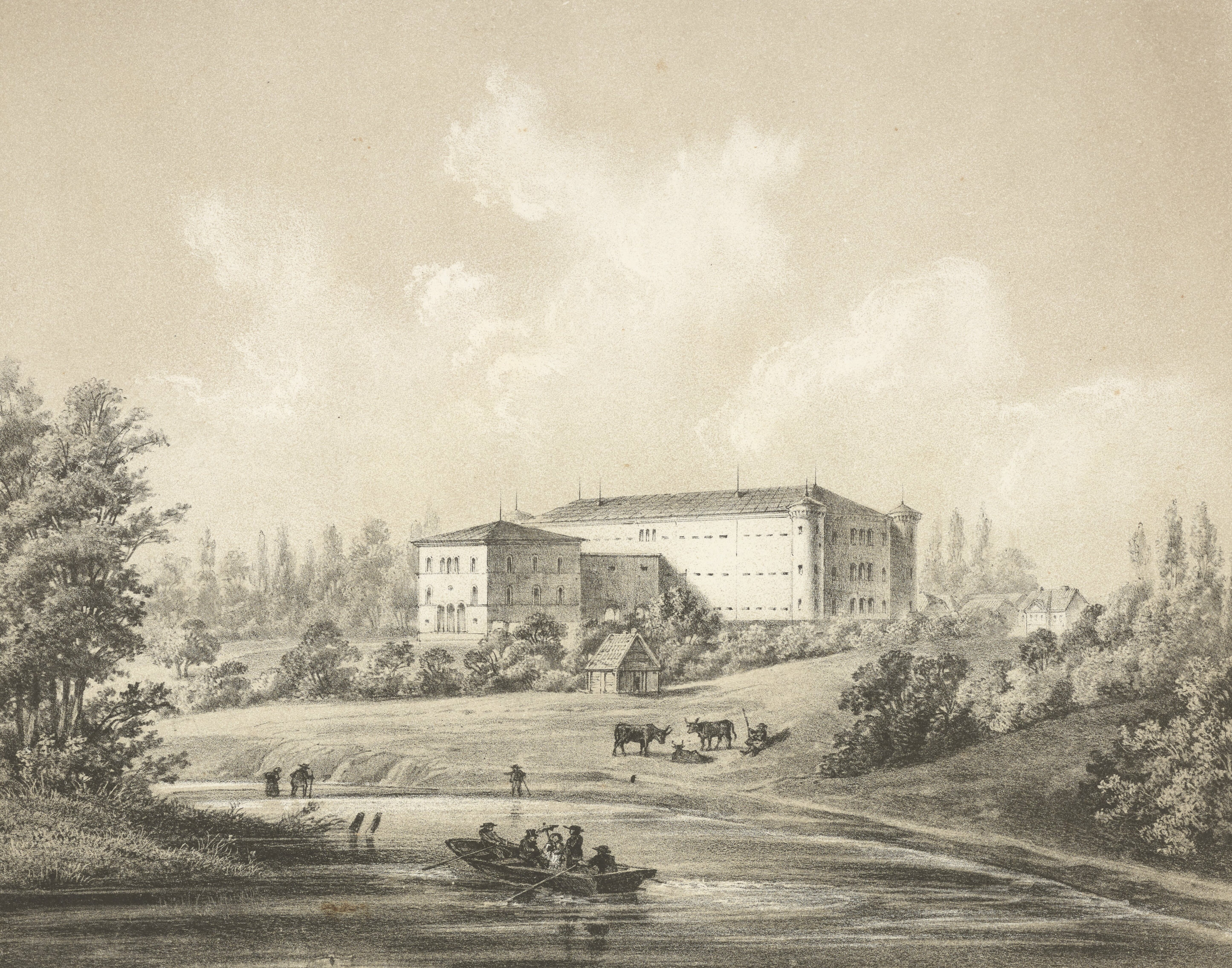
Widok budynku przed 1858

Zespół budowlany więzienia, położony na Tyńcu, neoromański, wzniesiony w 1844 według projektu Henryka Marconiego i Franciszka Tournelle’a, został wpisany do rejestru zabytków w 1968.
W 2015 premier Ewa Kopacz podczas swojej wizyty w Kaliszu zapowiedziała zamknięcie Zakładu Karnego w Kaliszu i przeniesienie go gdzie indziej; 30 listopada 2015 więzienie zostało zamknięte. W 2016 wiceminister sprawiedliwości Patryk Jaki zapowiedział, że Ministerstwo Sprawiedliwości podjęło decyzję o budowie nowego zakładu karnego w Kaliszu, który miał zostać wybudowany na terenie Centralnego Ośrodka Szkolenia Służby Więziennej w dzielnicy Szczypiorno. Były zakład karny w roku 2020 został przejęty przez Wyższą Szkołę Kryminologii i Penitencjarystyki w Warszawie.
W latach 1840–1843 lekarzem więziennym więzienia gubernialnego w Kaliszu był dr Walenty Stanczukowski.
4 października 1957 roku w więzieniu stracono Stanisława G., sprawcę zbrodni pleszewskiej.